# Гідросуміш
Гідросу́міш (англ. slurry, нім. Trübe f) — механічна суміш води з частинками твердого матеріалу, наприклад, гірської породи. При мокрому збагаченні корисних копалин Г. називають пульпою.

## Загальний опис і класифікація
Г. характеризується концентрацією твердої фази і густиною.
Г. розрізняють в залежності від розміру твердих частинок d:
- колоїдні d<1 мкм (нетипові для гірн. виробництва);
- структурні — d =1—50 мкм; тонкодисперсні d = 50—150 мкм;
- грубодисперсні — d від 100—150 мкм до 1,5—2 мм;
- неоднорідні грубодисперсні d>1,5—2 мм (іноді до 75 мм і вище);
- полідисперсні — з частками широкого діапазону крупності.

Українськими вченими запропонована інша класифікація для вугільних Г.:
- ультратонкі — d<50—70 мкм (зона перегину кривої «зовнішня питома поверхня — діаметр зерен»), тонкі — d=70—150 мкм,
- дрібнодисперсні 1000>d>150 мкм і
- грубодисперсні d>1 мм, а також
- полідисперсні.

Переваги цієї класифікації — прив'язка до технологічних процесів збагачення вугілля. Ультратонке вугілля ефективно збагачується селективною аґломерацією, флокуляцією; тонкі та дрібнодисперсні класи — флотацією; грубодисперсні та полідисперсні — гравітаційними методами.
Найпридатнішою з точки зору практичного використання є така схема класифікації гідросумішей:
- Структурні — гідросуміші, тверда фаза яких складається з частинок крупністю 0 — 50 мкм.
- Тонкодисперсні — утворюються з вугілля крупністю 0 — 0,35 мм. Основна маса представлена вугільними частинками крупністю 0,05 — 0,25 мм. Можлива наявність до 25 — 30 % вугільних частинок крупністю 0,25 — 0,5 мм.

На практиці вугільні гідросуміші, тверда фаза яких складається з частинок крупністю менше 0,35 — 0,2 мм відносять до водовугільних суспензій (ВВС). У залежності від вмісту найтонкіших класів та характеру розшарування такі гідросуміші можуть бути при зберіганні або транспортуванні стабільними та нестабільними, що визначає їх седиментаційна стійкість. В процесі руху по трубам твердий компонент рівномірно розподіляється по перерізу потоку і гідросуміш набуває властивостей однорідної рідини підвищеної густини.
- Грубодисперсні — утворюються частинами вугілля крупністю 0 — 3 м, характеризуються нерівномірним розподіленням вугільних частин по перерізу потоку. Стійкий рух потоку при мінімальному гідравлічному опорі забезпечує швидкість, яка перевищує критичну.
- Неоднорідні грубодисперсні гідросуміші утворюються з вугілля крупністю понад 3 мм. Переміщення таких гідросумішей по трубопроводу відбувається у режимі вище критичного з чітко вираженою нерівномірністю розподілення частинок по вертикалі. До 70 % твердого матеріалу зосереджено у придонній області, де швидкість їх руху на 5 — 10 % пе-ревищує критичну. Характерним видом переміщення є почергове зважування крупних кусків — волочіння та перекочування.
- Полідисперсні гідросуміші утворюються з рядового вугілля, гранулометричний склад якого визначає технологія виймання або подрібнення. Для таких гідросумішей є характерним переміщення найдрібніших (0,25 — 0 мм) у завислому стані, частинок крупністю до 1,5 мм — почерговим зважуванням по всьому перерізу, а найбільш крупних грудок — у придонній області перервним зважуванням, перекочуванням або волочінням по нижній стінці труби. Суттєво впливають на характер руху потоку найдрібніші частинки (0 — 0,5 мм), що стає особливо помітним при їх вмісті до 25 — 35 %.

На практиці подібне розподілення гідросумішей здійснити досить важко. Тому у гідравлічних розрахунках гідросуміші розподіляють на:
- різнорідні, які складені з вугілля крупністю 0 — 50 мм, 0 — 25 мм, 0 — 13 мм і 0 — 6 мм,
- умовно однорідні, складені з вугілля крупністю 0 — 3 мм та 0 — 1 мм
- однорідні, що складені з матеріалів крупністю до 0,35 мм.

Гідротранспорт неоднорідних гідросумішей характеризується відносно високими витратами енергії, що пов'язано з необхідністю транспортування із швидкістю вище кри-тичної, виходячи з умов запобігання відкладень на дні труби. Цей процес супроводжується інтенсивним подрібненням вугілля в трубопроводі і, як наслідок, збільшенням виходу мікронних класів, що може вплинути на величину гідравлічного опору. Концентрація таких гідросумішей не перевищує 20 — 30 % за масою і по перерізу труби розподіляється нерівномірно. Крупні грудки переміщуються у придонній області при швидкості, яка на 5 — 10 % перевищує критичну.
При транспортуванні зі швидкістю, меншою за критичну, на дні труби утворюється нерухомий осад, що викликає загрозу закупорки трубопроводу. З такою ж небезпекою пов'язане транспортування крупних грудок вугілля, якщо за розміром вони перевищують 1/3 діаметра труби, а масова концентрація гідросуміші перевищує 25 %. В процесі транспортування неоднорідних гідросумішей відбувається інтенсивне подрібнення вугілля. Неоднорідні гідросуміші транспортують переважно по технологічних та промислових гідротранспортних системах на порівняно невеликі відстані.
Умовно-однорідні гідросуміші з вугілля класів 0 — 1 мм, 0 — 3 мм та 0 — 6 мм для яких характерний високий вміст дрібних класів (0,06 мм і менше), є по суті грубо дисперсними. Такі гідросуміші транспортують при порівняно невисоких швидкостях, що обумовлює порівняно невеликі втрати енергії. Тому вони є найбільш придатними для транспортування по магістральних трубопроводах на великі відстані. Інтенсифікація за певних умов процесу подрібнювання підвищує вміст у гідросуміші тонких зерен, що знижує гідравлічний опір, а іноді може привести до прояви в'язко-пластичних властивостей.
Найменш енергоємним є процес транспортування тонкодисперсних гідросумішей (суспензій), для яких характерна відсутність критичної швидкості. При зупинці ГТС та тривалому зберіганні такі гідросуміші не зазнають розшарування. Водовугільні суспензії (ВВС) являють собою полідисперсні структуровані системи, течія яких характеризується умовним параметром — уявною або ефективною в'язкістю і граничним напруженням зсуву. При невеликих напруженнях зсуву такі гідросуміші нерухомі і подібно до твердого тіла зазнають лише пружних деформацій.

## Основні характеристики
Концентрація гідросуміші (%) — відношення маси (масова концентрація) або об'єму (об'ємна концентрація) твердого матеріалу до маси або об'єму гідросуміші.
Швидкість гідросуміші — середня швидкість переміщення гідросуміші по трубах або у відкритому потоці.